# F́
La F con acento agudo (Mayúscula: F́ minúscula: f́), es un grafema utilizado para escribir el idioma võro. También se utilizó en la escritura del bajo sorabo. Esta es la letra F diacritizada con acento agudo.

## Uso
En võro, 'f́' representa el mismo sonido que la letra F/ f /, y el acento agudo indica palatalización, dando / fʲ /.
En bajo sorabo, 'f́' se usó en los siglos XIX y XX tanto con la escritura Fraktur como con la antiqua, por ejemplo en el diccionario alemán-sorbio de Johann Ernst Schmaler publicado en 1843.

## Codificación
La F con acento agudo se puede representar en unicode con los siguientes caracteres:
| forma     | representaciones | puntos de código | descripción                               |
| --------- | ---------------- | ---------------- | ----------------------------------------- |
| Mayúscula | F́                | U+0046 U+0301    | Letra mayúscula latina F con acento agudo |
| minúscula | f́                | U+0066 U+0301    | Letra minúscula latina F con acento agudo |